# 필리피 다 시우바

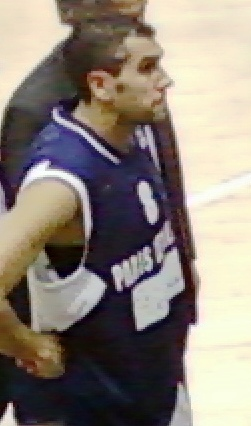

필리피 다 시우바(Filipe da Silva)는 포르투갈의 농구 선수이다.